# Llista de suïcides per LGBT-fòbia

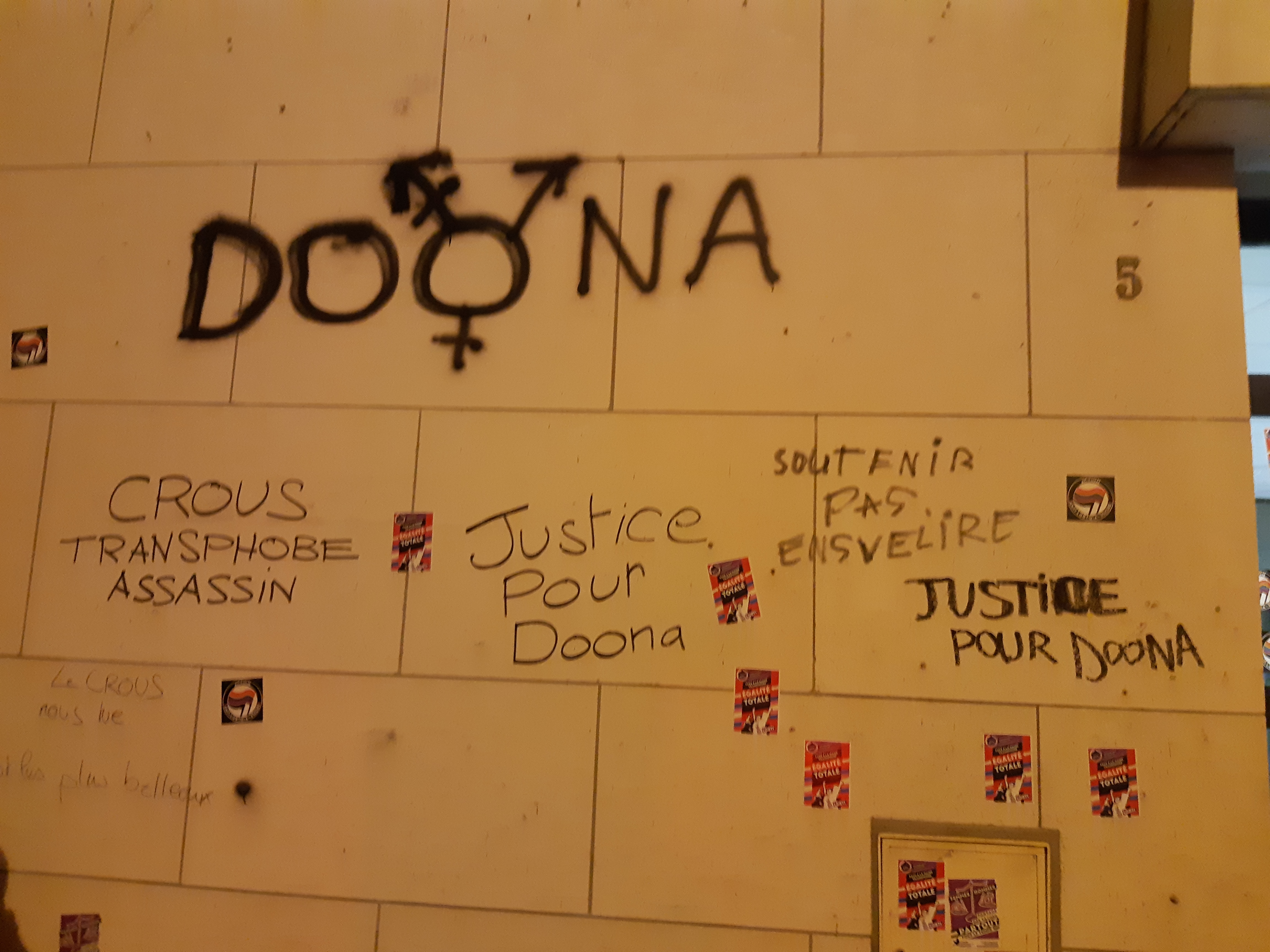
Mobilització a la comuna francesa de Tours pel suïcidi de Doona Jué, una jove trans que estudiava a Montpeller, el setembre de 2020.

Llista no exhaustiva de membres del col·lectiu LGBT notables per haver-se llevat la vida per motius relacionats amb la seva dissidència sexual, sovint implicant discriminació prèvia.
| Nom                           | Data de naixença i mort                         | Edat  | Lloc de naixença                   | Dissidència sexual |
| ----------------------------- | ----------------------------------------------- | ----- | ---------------------------------- | ------------------ |
| Arthur Pelham-Clinton         | 23 de juny de 1840 – 18 de juny de 1870         | 29    | Londres (Regne Unit)               | G o B              |
| Dora Carrington               | 29 de març de 1893 – 11 de març de 1932         | 38    | Ham (Regne Unit)                   | L                  |
| Hart Crane                    | 21 de juliol de 1899 – 27 d'abril de 1932       | 32    | Nova York (Estats Units d'Amèrica) | G                  |
| F. O. Matthiessen             | 19 de febrer de 1902 – 1r d'abril de 1950       | 48    | Kittery (Estats Units)             | G                  |
| Alan Turing                   | 23 de juny de 1912 – 7 de juny de 1954          | 41    | Cheshire (Regne Unit)              | G                  |
| James Whale                   | 22 de juliol de 1889 – 29 de maig de 1957       | 67    | Hollywood (Estats Units)           | G                  |
| William Inge                  | 3 de maig de 1913 – 10 de juny de 1973          | 60    | Nova York (Estats Units d'Amèrica) | G                  |
| Brenda Benet                  | 14 d'agost de 1945 – 7 d'abril de 1982          | 36    | Los Angeles (Estats Units)         | B                  |
| Robert "Bobby" Wayne Griffith | 24 de juny de 1963 – 27 d'agost de 1983         | 20    | Portland (Estats Units)            | G                  |
| Brad Davis                    | 6 de novembre de 1949 – 8 de setembre de 1991   | 41    | Los Angeles (Estats Units)         | B                  |
| Jim Wheeler                   | 1978 – 1997                                     | 19    | Lebanon (Estats Units)             | G                  |
| James Robert Baker            | 18 d'octubre de 1946 – 5 de novembre de 1997    | 51    | Pacific Palisades (Estats Units)   | G                  |
| Justin Fashanu                | 19 de febrer de 1961 – 2 de maig de 1998        | 37    | Norfolk (Regne Unit)               | G                  |
| Leslie Cheung                 | 12 de setembre de 1956 – 1r d'abril de 2003     | 46    | Hong Kong (Xina)                   | B                  |
| Ryan Halligan                 | 18 de desembre de 1989 – 7 d'octubre de 2003    | 13    | Essex Junction (Estats Units)      | G                  |
| Denice Denton                 | 27 d'agost de 1959 – 24 de juny de 2006         | 46    | Santa Cruz (Estats Units)          | L                  |
| Eric Mohat                    | ? - març de 2007                                | 17    | Mentor (Estats Units)              | G                  |
| Kent North                    | 27 de desembre de 1971 – 4 de juliol de 2007    | 35    | Londres (Regne Unit)               | G                  |
| Thomas M. Disch               | 2 de febrer de 1940 – 4 de juliol de 2008       | 68    | Nova York (Estats Units d'Amèrica) | G                  |
| Kim Ji-hoo                    | 5 d'abril de 1985 – 6 d'octubre de 2008         | 23    | Seül (Corea del Sud)               | G                  |
| Mike Penner                   | 10 d'octubre de 1957 – 27 de novembre de 2009   | 52    | Los Angeles (Estats Units)         | T                  |
| Alexander McQueen             | 17 de març de 1969 – 11 de febrer de 2010       | 40    | Londres (Regne Unit)               | G                  |
| Tobi Wong                     | 10 de juny de 1974 – 30 de maig de 2010         | 35    | Nova York (Estats Units d'Amèrica) | G                  |
| Justin Aaberg                 | 1995 – 9 de juliol de 2010                      | 15    | Andover (Estats Units)             | G                  |
| Billy Lucas                   | 1995 – setembre de 2010                         | 15    | Greensburg (Estats Units)          | G                  |
| Tyler Clementi                | 19 de desembre de 1991 – 10 de setembre de 2010 | 18    | Piscataway (Estats Units)          | G                  |
| Jamey Rodmeyer                | 21 de març de 1997 – 18 de setembre de 2011     | 14    | Buffalo (Estats Units)             | B                  |
| Jamie Hubley                  | 1997 – 14 d'octubre de 2011                     | 15    | Ottawa (Canadà)                    | G                  |
| Kenneth Weishuhn              | 27 de maig de 1997 – 15 d'abril de 2012         | 14    | Paullina (Estats Units)            | G                  |
| Jadin Bell                    | 4 de juny de 1997 – 3 de febrer de 2013         | 15    | La Grande (Estats Units)           | G                  |
| Sergio Urrego                 | agost de 1997 – 4 d'agost de 2014               | 16    | Bogotà (Colòmbia)                  | G                  |
| Leelah Alcorn                 | 15 de novembre de 1997 – 28 de desembre de 2014 | 17    | Kings Mills (Estats Units)         | T                  |
| Eylül Cansin                  | 1992 – 5 de gener de 2015                       | 24    | Istanbul (Turquia)                 | T                  |
| Melonie Rose                  | 7 d'agost de 1995 – 11 de febrer de 2015        | 19    | Laurel (Estats Units)              | T                  |
| Zander Mahaffey               | 7 de març de 1999 – 15 de febrer de 2015        | 15    | Austell (Estats Units)             | T                  |
| Ash Haffner                   | 28 de desembre de 1998 – 26 de febrer de 2015   | 16    | Charlotte (Estats Units)           | T                  |
| Blake Brockington             | 15 de maig de 1996 – 23 de març de 2015         | 18    | Charlotte (Estats Units)           | T                  |
| Taylor Alesana                | 16 de maig de 1998 – 2 d'abril de 2015          | 16    | Fallbrook (Estats Units)           | T                  |
| Cameron Langrell              | 2000 – 1r de maig de 2015                       | 15    | Racine (Estats Units)              | T                  |
| Dominik Szymanski             | 2000 o 2001 – 7 de maig de 2015                 | 14    | Voivodat de Masòvia (Polònia)      | G o B              |
| Kyler Prescott                | 7 de juliol de 2000 – 18 de maig de 2015        | 14    | San Diego (Estats Units)           | T                  |
| Adam Kizer                    | 3 de novembre de 1998 – 30 de maig de 2015      | 16    | Sonoma (Estats Units)              | B                  |
| Philip Hosterman              | 22 de juliol de 1944 – 18 d'octubre de 2011     | 67    | Bainbridge Island (Estats Units)   | G                  |
| Doona Jué                     | 10 de novembre de 2000 - 23 de setembre de 2020 | 19    | Ambérieu-en-Bugey (França)         | T                  |
| Avril Mabchour                | 17 de gener de 2003 - 15 de desembre de 2020    | 19    | Lilla (França)                     | T                  |
| Alan                          | octubre de 1998 - 24 de desembre de 2015        | 17    | Rubí (Espanya)                     | T                  |
| İsa Şahmarlı                  | 1994 - 22 de gener de 2014                      | 19/20 | Bakú (Azerbaidjan)                 | LGBT               |